# Felicia Țilea-Moldovan
Felicia Ţilea-Moldovan (Măgura Ilvei, Rumanía, 29 de septiembre de 1967-Pontevedra, 3 de marzo de 2025) fue una atleta rumana, especializada en la prueba de  lanzamiento de jabalina en la que llegó a ser subcampeona mundial en 1995.

## Carrera deportiva
En el Mundial de Gotemburgo 1995 ganó la medalla de plata en el lanzamiento de jabalina, con una marca de 65.22 m, quedando tras la bielorrusa Natalya Shikolenko (oro con 67.56 m) y por delante de la finlandesa Mikaela Ingberg (bronce con 65.16 m).